# Marko Lešković
Marko Lešković (Našice, 28. travnja 1991.), hrvatski je nogometaš koji igra na poziciji središnjeg beka. Trenutačno igra za Slaven Belupo.

## Klupska karijera

### Osijek
Nogometnu karijeru započeo je u Osijeku kao osmogodišnjak. Dana 16. kolovoza 2010. posuđen je drugoligašu Suhopolju do kraja kalendarske godine. Za Osijek je debitirao 5. ožujka 2011. u utakmici 1. HNL protiv Istre koju je Osijek dobio 2:1. Svoj prvi gol za klub postigao je 20. ožujka 2012. u utakmici 1. HNL protiv Zagreba koja je završila 2:2.

### Rijeka
Dana 11. veljače 2013. prelazi u redove Rijeke za 450 tisuća eura. Dva dana kasnije posuđen je Osijeku do kraja sezone. Postigao je gol u svojem klupskom debiju 4. kolovoza 2013. u utakmici 1. HNL protiv Zadra koji je poražen 1:2. U UEFA Europskoj ligi debitirao je 19. rujna protiv Vitórije de Guimarães od koje je Rijeka izgubila 4:0. U Hrvatskom nogometnom kupu debitirao je 12. ožujka 2014. kada je Rijeka u produžetcima pobijedila Osijek 4:3. Svoj prvi gol u tom natjecanju postigao je 29. listopada protiv GOŠK Dubrovnika koji je poražen 0:3. S Rijekom je jednom osvojio kup i superkup.

### Dinamo Zagreb
Dana 23. srpnja 2016. prešao je u Dinamo Zagreb za 1,5 milijuna eura. Nedugo nakon toga se ozlijedio te je stoga debitirao tek 18. veljače 2017. u ligaškoj utakmici protiv Slaven Belupa kojeg je Dinamo dobio s minimalnih 1:0. U kupu je debitirao 1. ožujka kada je Dinamo u prvom polufinalnom susretu dobio RNK Split s visokih 6:0. Svoj prvi gol za klub postigao je u ligaškoj utakmici protiv Osijeka kojeg je Dinamo dobio 2:1. U UEFA Europskoj ligi debitirao je 25. listopada 2018. u utakmici grupne faze protiv Spartak Trnave koja je izgubila susret 1:2.

### Lokomotiva (posudba)
Nakon što je pao u drugi plan, tijekom zime 2020. posuđen je zagrebačkoj Lokomotivi. U Lokomotivi je ostao do kraja sezone U tom razdoblju odigrao je nula utakmica za klub. U siječnju 2021. ponovno je posuđen Lokomotivi i to do kraja sezone. Za Lokomotivu je debitirao 22. siječnja kada je Lokomotiva u ligi izgubila od Osijeka 0:3. Svoj jedini gol za klub postigao je 30. travnja protiv Šibenika u ligaškoj utakmici koja je završila 1:0.

### Kerala Blasters
Dana 15. rujna 2021. potpisao je za indijski prvoligaški klub Kerala Blasters. Za Kerala Blasters debitirao je 19. studenog u ligaškoj utakmici protiv ATK Mohun Bagana od kojeg je Leškovićev klub izgubio 4:2. Svoj prvi klupski pogodak postigao je 11. studenoga 2022. u ligaškoj utakmici u kojoj je Bengaluru izgubio 3:2.

## Reprezentativna karijera
Tijekom svoje omladinske karijere nastupao je za sve selekcije Hrvatske od 18 do 21 godine. Za A selekciju debitirao je 12. studenog 2014. protiv Argentine od koje je Hrvatska izgubila 2:1.

## Priznanja

### Klupska
Rijeka
- Hrvatski nogometni kup (1): 2013./14.
- Hrvatski nogometni superkup (1): 2014.

Dinamo Zagreb
- 1. HNL (2): 2017./18., 2018./19.
- Hrvatski nogometni kup (1): 2017./18.
- Hrvatski nogometni superkup (1): 2019.

## Vanjske poveznice
- Profil, Hrvatski nogometni savez
- Profil, Soccerway (engl.)
- Profil, Transfermarkt (engl.)